# Candy (muziekgroep)
Candy was een muziekgroep uit Georgië, bestaande uit Iru Chetsjanovi, Mariam Gvaladze, Ana Chantsjalian, Gvantsa Saneblidze en Ira Kovalenko. De groep won met het nummer Candy music namens Georgië het Junior Eurovisiesongfestival 2011 in Jerevan, Armenië.

## Leden van de groep

### Ira Kovalenko
Ira werd geboren op 29 maart 1997 in Tbilisi. In 2006 begon ze met professionele zanglessen. Ze nam deel aan verschillende wedstrijden, festivals en culturele evenementen in Georgië en in het buitenland.

### Ana Chantsjalian
Ana werd geboren op 19 mei 1996 in Tbilisi. Ze studeerde Russisch en Armeens op school. Op zesjarige leeftijd startte ze zanglessen. In 2008 werd ze uitgenodigd om in Armenië deel te nemen aan een internationaal muziekconcours. In 2010 won ze een gelijkaardig concours in Macedonië. In 2010 werd ze finalist in een Georgische talentenjacht voor kinderen.

### Iru Chetsjanovi
Irina werd geboren op 3 december 2000 in Tbilisi. Op zesjarige leeftijd startte ze aan de kunstacademie. In april 2009 won ze de Muziekolympiade in de Georgische hoofdstad. In 2023 won ze de Georgische versie van The Voice en mocht ze haar vaderland vertegenwoordigen op het Eurovisiesongfestival 2023 in het Britse Liverpool.

### Mariam Gvaladze
Mariam werd geboren op 9 februari 1997 in Roestavi. In 2003 startte ze aan de kunstacademie. In 2009 bracht ze haar eerste single uit.

### Gvantsa Sanablidze
Gvantsa werd geboren op 26 oktober 1997 in Koetaisi. Ze startte in 2002 met muzieklessen. Ze spreekt Engels, Russisch en Frans.
2003: Dino Jelušić · 
2004: María Isabel · 
2005: Ksenia Sitnik · 
2006: The Tolmachevy Twins · 
2007: Aleksej Zjigalkovitsj · 
2008: Bzikebi · 
2009: Ralf Mackenbach · 
2010: Vladimir Arzumanian · 
2011: Candy · 
2012: Anastasija Petryk · 
2013: Gaia Cauchi · 
2014: Vincenzo Cantiello · 
2015: Destiny Chukunyere · 
2016: Mariam Mamadasjvili · 
2017: Polina Bogoesevitsj · 
2018: Roksana Węgiel · 
2019: Wiktoria Gabor · 
2020: Valentina · 
2021: Maléna · 
2022: Lissandro · 
2023: Zoé Clauzure
2007: Mariam Romalasjvili ·
2008: Bzikebi ·
2009: Princesses ·
2010: Mariam Kachelisjvili ·
2011: Candy ·
2012: The Funkids ·
2013: The Smile Shop ·
2014: Lizi Pop · 
2015: The Virus · 
2016: Mariam Mamadasjvili · 
2017: Grigol Kipsjidze · 
2018: Tamar Edilasjvili · 
2019: Giorgi Rostiasjvili · 
2020: Sandra Gadelia · 
2021: Nikoloz Kajaia · 
2022: Mariam Bigvava · 
2023: Anastasia & Ranina